# Kialegee
La Ciutat Tribal Kialegee és una tribu reconeguda federalment d'amerindis dels Estats Units a Oklahoma, així com un municipi tradicional dins la Confederació Creek. Els membres de la tribu s'enorgulleixen de conservar les seves tradicions i molts parlen la seva llengua, el muskogi.
El nom "Kialegee" ve de la paraula muskogi, eka-lache, que vol dir "cap a l'esquerra."

## Govern
La Ciutat Tribal Kialegee té la seu a Wetumka (Oklahoma). De 439 inscrits membres de la tribu, 429 viuen a l'estat d'Oklahoma. La seva àrea jurisdiccional tribal cau dins dels comtats de Hughes, McIntosh i Okfuskee. EL miko o cap elegit per la tribu és Jeremiah Hobia qui succeí Tiger Hobia, que havia servit un terme de dos anys. Tiger Hobia succeí Jennie Lillard.
La inscripció a la tribu al seu establiment requereix tenir un quàntum de sang de la meitat de sang Muscogee Creek i la meitat de pura sang índia de qualsevol altra tribu. La inscripció segueix descendència matrilineal Qualsevol descendent d'un membre femení de la tribu Kialegee és automàticament elegible per a ser membre tribal, mentre que els cònjuges dels membres de la tribu Kialegee poden demanar ser-ne membres. En circumstàncies especials, un amerindi sense pura sang índia pot demanar a la tribu la inscripció com a "membre adoptat." Operen seus propis tribunals tribals, així com un programa d'educació ambiental per als joves, el Programa "Kub".

## Cultura
Els membres de la ciutat i visitants celebren la diada anyal Kialegee Nettv, una trobada que celebra la història i cultura de la ciutat.

## Història
Kialegee va emergir com a ciutat independent d'una ciutat creek més gran, Tuckabatche, situada al costat dels rius en el que avui és Alabama. Abans de la deportació, la Confederació Muscogee va incloure prop de 50 ciutats. Kialegee es basava en un sistema matrilineal, amb estatus a través del clan de la mare. Era una comunitat agrària. Les dones i els nens conreaven mentre que els homes caçaven.
El 29 de juny de 1796 líders de Kialegee signaren un tractat de pau amb els Estats Units. La gent de la vila es va unir als Bastons Vermells en la Guerra Civil Creek. En 1813 les tropes dels Estats Units cremaren la vila. En 1814, 1818, 1825 i 1826 els representants Kialegee signaren tractats amb els Estats Units. Finalment 166 famílies de Kialegee foren forçats a recol·locar-se a Territori Indi en 1835 sota la Llei de Deportació Ameríndia.
La tribu es van establir al sud del que seria Henryetta (Oklahoma). Mantingueren un camp cerimonial i jugaren a pilota contra la ciutat tribal Alabama-Quassarte. El seu camp era mort en 1912 quan l'etnòleg John Reed Swanton visità la vila. Va registrar que Kialegee era una Ciutat Vermella o comunitat de guerrers.
Després de l'aprovació de l'Oklahoma Indian Welfare Act en 1936, el govern federal dels Estats Units va oferir a cadascun de les viles tribals muscogee Creek l'oportunitat d'inscriure's com a tribu individual. Dels més de 40 pobles, només tres acceptaren: Kialegee, Thlopthlocco, i Alabama-Quassarte.
La tribu va ratificar la seva constitució i estatuts el 12 de juny de 1941. La tribu és governada per un miko o rei de vila. Càrrecs addicionals són el Primer Guerrer, Segon Guerrer, Secretari i Tresorer.
La primera seu tribal fou la llar de Martin Givens.

## Bandera tribal
La bandera de la tribu conté un cercle blau cel, amb un parell de pals utilitzats en el joc tradicional que encara es juga al camp cerimonial actualment. La creu de color negre a la part superior representa la religió cristiana. A l'esquerra hi ha un tronc buidat i un batedor que les dones utilitzen per moldre la farina de blat de moro, centre de les dietes muscogee. A la part inferior hi ha una casa de camp cerimonial amb un sostre d'escorça arrodonit, assegut en un monticle. Aquesta casa va ser el centre de la ciutat tribal per a reunions religioses i cíviques, així com un refugi per als necessitats. El monticle reflecteix l'herència de la cultura del Mississipi dels pobles muskogi moderns. L'àguila calba de la dreta és un animal sagrat, que apareix en moltes històries tribals.

## Desenvolupament econòmic
El Kialegee Etvlwv Business Committee opera una guarderia, una gasolinera i una botiga de fum. Kialegee també opera la seva pròpia divisió d'habitatge. El 2008 el seu impacte econòmic tribal anual va ser d'1.017.684 dòlars.
Kialegee ha començat a preparar les terres per a un nou casino a Broken Arrow; tanmateix la National Indian Gaming Commission està revisant la legalitat del projecte, que s'ha enfrontat a una oposició local significativa.